# Hamish Armitt
Hamish Armitt (Glasgow, 24 juni 2002) is een Brits wielrenner die in 2025 prof werd bij Team Novo Nordisk. Net als de rest van die ploeg lijdt hij aan diabetes mellitus.

## Carrière
Toen Armitt vijftien jaar was werd hij gediagnosticeerd met suikerziekte. Na enkele maanden deel te hebben uitgemaakt van de opleidingsploeg, werd hij in 2025 prof bij Team Novo Nordisk. In februari van dat jaar maakte hij zijn seizoensdebuut in de Ronde van Valencia.

## Ploegen
- 2024 –  Team Novo Nordisk Development
- 2025 –  Team Novo Nordisk